# Nasrine Seraji
Nasrine Seraji-Bozorgzad  née en 1957 à Téhéran, Iran, est une architecte britannique et française d'origine iranienne.

## Biographie
Elle est diplômée de l'Architectural Association School of Architecture de Londres en 1983. Elle ouvre sa propre agence à Paris en 1990 et enseigna aussi à l'université de Princeton et à l'université Cornell. Elle est professeur à l'Académie des  beaux-arts de Vienne de 1996 à 2012. Elle a été nommée directrice de l'École nationale supérieure d'architecture de Paris-Malaquais par décret en mai 2007, poste qu'elle occupe jusqu'en février 2017, elle est alors remplacée par Luc Liogier. Entre 2014 et 2021 elle à enseigné à l'Université de Hong-Kong et depuis 2021 elle enseigne à University College Dublin. En 2022 elle a rejoint Wenzhou-Kean University  en tant que Distinguished Professor of Design and Research. 
Depuis dix ans, elle réunit au sein de son atelier une équipe pluridisciplinaire qui regroupe des architectes, un philosophe, des artistes et des critiques qui sert une conception du projet qui dépasse la stricte résolution d'un programme et la production d'un objet architectural attendu par le client. 

## Principales réalisations
- 1991 : le Centre culturel américain, provisoire, rue de Bercy, 12e arrondissement de Paris
- 1995 : Plan directeur pour le site de la caserne de gendarmerie de Briey (Meurthe-et-Moselle)
- 1996 : la Caverne du Dragon, Chemin des Dames, (Aisne)
- 1997 : rénovation d'une barre de 50 logements à Sarcelles (Val-d'Oise)
- 2003 : 164 logements d'étudiant à Paris et 50 logements à Vienne, Autriche
- 2005 : l'extension de l'école d'architecture de Lille
- 2005 : Masterplan de 105 hectares pour le site de l'Hippodrome de Penang, en Malasie
- 2006 : Plan directeur pour la ville du Rheu (Ille-et-Vilaine)
- 2007 : Masterplan de 107 km² pour la ville de Chongli en Chine
- 2013 : 74 logements à Clermont-Ferrand (Puy-de-Dôme), mention au Prix d’architecture de l’Equerre d’argent 2013
- 2017 : Ateliers Jourdan-Corentin-Issoire dans le 14ème arrondissement de Paris.

## Principales publications
- “Diversion, ” in The Architect Reconstructing Her Practice, sous la dir. de Francesca Hughes, Cambridge : The MIT Press, 1996
- “The architecture model, ” in Triumph der Phantasie: Barocke Modelle von Hildebrandt bis Mollinaro, sous la dir. de Michael Krapf. Österreichische Galerie Belvedere Wien, 1998
- “Nexus-Atelier: Tools, Organization, Process, ” in ANYhow, sous la dir. de Cynthia Davidson, Cambridge : The MIT Press, 1998
- Logement, matière de nos villes, chroniques européennes, 1900-2007, éd. Picard, catalogue de l'exposition du Pavillon de l'Arsenal, 2007

## Distinctions
- Chevalier de la Légion d'honneur (14 juillet 2011)[5]